# Джейкобс, Карл
Карл Томас Джейкобс (англ. Karl Thomas Jacobs; род. 19 июля 1998, Нью-Йорк, Нью-Йорк, США), ранее известен как GamerBoyKarl — американский стример, ютубер, писатель и продюсер. Он получил известность как член экранного состава MrBeast, а затем снимал свои собственные видео, в основном контент Minecraft. Джейкобс является создателем антологии Tales from the SMP, действие которой происходит в Dream SMP, которая будет адаптирована в серию комиксов, опубликованных Dark Horse Comics. Он также является соведущим подкаста Banter вместе с другими ютуберами Sapnap и GeorgeNotFound.

## Карьера
Джейкобс начал стримить на Twitch в 2017 году, играя в Roblox под именем GamerBoyKarl. В 2019 году он был нанят в качестве видеоредактора для ютубера MrBro. Затем Джейкобс стал оператором брата MrBro, ютубера MrBeast, прежде чем стать членом экранного актёрского состава MrBeast. Во время съёмок видео для MrBeast Gaming Джейкобс познакомился с ютубером Minecraft Dream, а позже был приглашён присоединиться к его серверу, Dream SMP.
Джейкобс создал онлайн-антологию Tales from the SMP, которая исследует историю персонажей Dream SMP, следуя за персонажем Джейкобса, путешествующим во времени в различные эпохи и места по всему серверу. В сериале снялись такие интернет-личности, как Lil Nas X, Dream и Corpse Husband. Премьера пилотного эпизода второго сезона под названием «Лабиринт» состоялась 11 февраля 2022 года. В августе 2022 года Джейкобс объявил, что рассказы из его серии Tales from the SMP будут адаптированы в виде серии комиксов под названием Time Traveler Tales для Dark Horse Comics. Комиксы будут написаны Дэйвом Шайдтом и проиллюстрированы Келли и Николь Мэтьюз.
В сентябре 2021 года Джейкобс запустил подкаст с другим ютубером Minecraft, Sapnap, под названием Banter. После выхода первого эпизода, в котором участвовал MrBeast, Banter ненадолго обогнал The Joe Rogan Experience как подкаст номер один на Spotify. 6 августа 2022 года GeorgeNotFound публично дебютировал в качестве третьего ведущего подкаста.
В марте 2022 года Джейкобс был объявлен креативным послом обувного ритейлера Journeys. 9 ноября в Steam была запущена игра Once Upon a Jester, в которой Джейкобс озвучил нескольких персонажей. 14 ноября 2022 года Джейкобс выпустил свой первый анимационный короткометражный фильм под названием «Вне себя». В короткометражке Джейкобс выступил в качестве сценариста и продюсера, Эленор Копка — в качестве аниматора и режиссёра, а Ричи Вудс — в качестве композитора.
24 сентября 2022 года Джейкобс принял участие в благотворительном футбольном матче Sidemen 2022 года, играя за команду Sidemen против команды YouTube Allstars. На мероприятии удалось собрать более 1 000 000 фунтов стерлингов для четырёх благотворительных организаций в Великобритании: Campaign Against Living Miserably, Teenage Cancer Trust, Rays of Sunshine и M7 Education. Год спустя он снова принял участие в благотворительном футбольном матче Sidemen 2023 года, на этот раз играя за команду YouTube Allstars. На мероприятии удалось собрать более 2 400 000 фунтов стерлингов для различных благотворительных организаций.

## Награды и номинации
| Год  | Церемония            | Категория       | Результат |
| ---- | -------------------- | --------------- | --------- |
| 2021 | 11th Streamy Awards  | Прорывной Автор | Номинация |
| 2022 | The Game Awards 2022 | Ютубер Года     | Номинация |
| 2024 | Forbes 30 Under 30   | Игры            | Включен   |